# Toas (rei da Etólia)
Na mitologia grega, Toas (/ˈθoʊəs/ em grego clássico: Θόας),  um rei da Etólia, era filho de Andrémon e Gorge, e um dos heróis que lutaram pelos gregos na Guerra de Troia. Toas teve um filho, Hémon, e uma filha cujo nome não foi revelado.
Na Ilíada, ele é o líder do contingente dos etólios, com quarenta navios em Troia. Ele é mencionado diversas vezes na Ilíada, onde é descrito como alguém que se destaca tanto na luta quanto na oratória. Outras fontes listam Toas como um dos pretendentes de Helena e como um dos guerreiros escondidos dentro do Cavalo de Troia. Ele foi um dos poucos gregos a retornar para casa em segurança após a guerra.

## Família
O pai de Toas era Andrémon, cujo nascimento e origem são desconhecidos.  Andrémon casou-se com Gorge, filha de Eneu, que era rei de Cálidon, uma antiga cidade-estado etólia, e pai dos heróis Tideu (um dos Sete contra Tebas ) e Meléagro (o anfitrião da caça ao javali de Calidônia e um dos Argonautas ), e avô do herói da Guerra de Troia Diomedes, filho de Tideu. Um velho Eneu acabou por perder seu reino para os filhos de seu irmão Ágrio. Mas seu neto Diomedes conseguiu recuperar o reino e instalar o genro de Eneu, Andrémon, como rei de Cálidon. 
Toas teve um filho, Hémon, e uma filha sem nome conhecido.  Hémon foi o pai de Óxilo, que guiou os Heráclidas na invasão do Peloponeso e, como recompensa por isso, Óxilo recebeu o trono de Élis.  A filha de Toas casou-se com Odisseu, durante seu exílio após ter massacrado os pretendentes, e eles tiverem um filho, Leontófono (Matador de Leões), um herói do qual não se tem mais nenhuma informação. 

## A Guerra de Tróia
Na época da Guerra de Troia, Toas aparentemente havia sucedido seu pai Andrémon no trono de Cálidon. A Ilíada descreve-o como governante de Cálidon e da cidade vizinha de Plêuron, além de Óleno, Pilena e a beira-mar Cálcis.  De acordo com o Catálogo Hesiódico de Mulheres, Toas foi um dos pretendentes de Helena.  Assim, ele, como todos os pretendentes, fez um juramento que o obrigava a ir à guerra com Tróia para proteger o marido escolhido, sendo ele Menelau, e portanto teve que acompanhar no resgaste de Helena.  De acordo com o Catálogo de Naus da Ilíada, como Eneu, seus filhos e seu neto Meléagro estavam todos mortos, Toas liderou o contingente dos etólios, com quarenta navios que lutaram em Troia. 

### NaIlíada
Na Ilíada, embora seja apenas um líder secundário,  sem caráter individual nem realizações particulares, Toas é, no entanto, muito respeitado, com várias menções ocasionais. Entre os seus súditos é "adorado como um deus".  Ele é descrito como:
"... de longe o melhor dos Etólios, experto atirador de dardos e valente na luta corpo a corpo; na assembleia eram poucos os Aqueus que o superavam nos debates de mancebos."

No Canto IV, Toas mata Piro, um trácio, mas não consegue despojá-lo de sua armadura, sendo repelido por vários companheiros do guerreiro morto.  No Canto VII, ele é um dos nove guerreiros gregos que, após serem repreendidos por Nestor, finalmente se voluntariam para lutar contra Heitor no duelo. Na decisão pela sorte, ele acaba não sendo sorteado.  No Canto XIII, Poseidon, indo até os gregos incitando-os a lutar, vai primeiro a Teucro, depois a Léïto, Peneleu, Toas, Deípilo, Meríones e Antíloco,  e mais tarde no mesmo Livro, com os gregos lutando desesperadamente para salvar seus navios, Poseidon, sob o disfarce de Toas, pergunta ao herói grego Idomeneu: "Aonde foram ter as jactâncias, com que os filhos dos Aqueus ameaçaram os Troianos?" E Idomeneu responde que " Assim é que o caso está prestes a aprazer ao Crónida de supremo poder: que anónimos aqui pereçam os Aqueus, longe de Argos." mas Idomeneu continua:
"Mas, ó Toas, já que antes eras tenaz combatente e incitas também outro que tu vejas desencorajado, não desistas agora e vai chamar por cada homem." 

Seu único discurso ocorre no Livro 15, onde os gregos, tendo visto Heitor reaparecer milagrosamente no campo de batalha, sofrem com "as almas de todos lhe caindo aos pés".  Mas Toas, dirigindo-se aos gregos, diz:
"Ah, grande é o prodígio que contemplo com meus olhos, porquanto de novo se levantou e afastou o destino Heitor! O ânimo de cada um de nós esperou deveras que ele tivesse morrido às mãos de Ájax Telamonida. Mas um dos deuses protegeu e salvou Heitor, ele que deslassou os joelhos a tantos Dânaos, tal como agora acontecerá. É que não será sem ajuda de Zeus tonitruante que tão ávido se apresenta como guerreiro. Mas agora àquilo que eu disser, obedeçamos todos! Ordenemos à turba que regresse para as naus. Porém nós, que nos declaramos os mais valentes do exército, tomemos as nossas posições e enfrentemo-lo, brandindo as lanças. Creio que, apesar de tão ávido, no coração receará lançar-se contra a chusma dos Dânaos." 

E finalmente, no Livro 19, Toas é uma das pequenos grupos de gregos que Odisseu levou consigo à tenda de Agamemnon, para trazer de volta os muitos presentes que Agamenon havia prometido dar a Aquiles, em reparação por ter tomado Briseida. 

### Outras fontes
Dois eventos relativos ao envolvimento de Toas na Guerra de Troia ocorreram após os eventos abordados na Ilíada e são relatados em outras fontes posteriores. Na Pequena Ilíada, um poema do Ciclo da Guerra de Troia que abrange a guerra desde a morte de Aquiles até a construção do Cavalo de Madeira, Toas fere Odisseu, para torná-lo irreconhecível em uma missão de espionagem dentro de Tróia.  Várias fontes recentes nomeiam Toas como um dos guerreiros gregos que estavam escondidos dentro do Cavalo de Madeira. 
Toas também é mencionado na Odisseia, em uma história de guerra contada por Odisseu. 

### Depois da guerra
Toas foi um dos poucos líderes gregos a retornar ileso da guerra.  Segundo alguns relatos, ele retornou à Etólia, onde, presumivelmente, retomou seu governo, enquanto, segundo outros, Toas se estabeleceu na Itália, na terra dos Brutium. 
A tradição local associava Toas à cidade grega de Anfissa, a principal cidade da Lócris Ocidental . O geógrafo Pausânias relata ter visto um túmulo em Anfissa, que se dizia ser o túmulo dos pais de Toas, Andrémon e Gorge, e uma estátua de bronze de Atena em seu templo na acrópole de Anfissa, que se dizia ter sido trazida de volta de Tróia por Toas como um despojo de guerra.  Apolodoro relata que, segundo alguns, depois que Odisseu foi exilado de Ítaca como punição por ter matado os pretendentes de Penélope, ele buscou refúgio com Toas na Etólia. Lá ele se casou com a filha de Toas, teve um filho com ela, Leontófono, e morreu de velhice. 